# Trinectes
Trinectes is een geslacht van straalvinnige vissen uit de familie van amerikaanse tongen (Achiridae).

## Soorten
- Trinectes fimbriatus (Günther, 1862)
- Trinectes fluviatilis (Meek & Hildebrand, 1928)
- Trinectes fonsecensis (Günther, 1862)
- Trinectes inscriptus (Gosse, 1851)
- Trinectes maculatus (Bloch & Schneider, 1801)
- Trinectes microphthalmus (Chabanaud, 1928)
- Trinectes opercularis (Nichols & Murphy, 1944)
- Trinectes paulistanus (Miranda Ribeiro, 1915)
- Trinectes xanthurus Walker & Bollinger, 2001